# Série d'animation pour adultes
Une série d'animation pour adultes désigne une série d'animation ciblant une audience adulte. Les émissions ou films de télévision sont considérés comme réservés aux adultes pour plusieurs raisons. Certaines productions sont notées pour un scénario général précis et explicite, tandis que d'autres adoptent des thèmes comme la violence ou le sexe, qui ne conviennent pas à une audience jeune. Bon nombre de dessins animés pour adultes démontrent des points de vue de la vie perçues par les adultes.
Avant la conception du code Hays, certains courts-métrages animés ciblaient principalement un public adulte plutôt qu'un public enfant. Après la création du système de classification par Motion Picture Association of America, les réalisateurs d'animation indépendants tentent de trouver une alternative à l'animation populaire. Les séries d'animation pour adultes à succès aux États-Unis réalisées par Ralph Bakshi et incluent Fritz le chat, Heavy Traffic et Coonskin.

## Histoire

### Prémices
Les toutes premières séries d'animation s'inspiraient des comic strips et ciblaient un public familial. La majeure partie des animations réalisées à l'époque du cinéma muet ne ciblait aucun public spécifique, bien qu'elle empruntait quelques thèmes principalement ciblés pour les adultes. Le premier cas de censure connu s'est déroulé en Pennsylvanie avec le court-métrage Alice Solves a Puzzle de 1925. L'un des premiers films pornographiques s'intitulait Eveready Harton in Buried Treasure, réalisé aux alentours de 1928. Ce film était prétendument réalisé pour une fête privée en l'honneur de Winsor McCay. La Motion Picture Association of America, plus tard renommée Motion Pictures Producers and Distributors Association, s'est fondée en 1922 à la suite des plaintes portées sur les films. Jusqu'à la création du code Hays, bon nombre de séries d'animations comportaient de la violence, du sexe, des références à l'alcool et aux drogues ainsi qu'une vulgarité modérée. Dans le court-métrage Bosko's Picture Show de 1933, Bosko semble prononcer le mot « fuck » (en langage français courant, une injure qui signifie « putain » ou « merde »), bien que les mots « fox » ou « mug » ait été suggérés. Dans certains courts-métrages Merrie Melodies originaux des années 1940, comme The Hardship of Miles Standish et Rebel Without Claws, des insultes, sembleraient-ils, y sont proférées.
Les courts-métrages Betty Boop connus pour leurs gags considérés tabous selon le code Hays, faisaient usage de la nudité. À l'origine, Betty Boop apparaissait sous le physique d'une chienne, et en tant que petite amie d'un personnage, un chien également, nommé Bimbo. Plus tard, elle devient humaine, mais la série suggérait une relation plus qu'amicale entre un humain et son animal de compagnie. L'épisode Is My Palm Read contient une scène durant laquelle Betty, alors âgée de quatre ou cinq ans, prend son bain nue. Le code Hays force une nouvelle conception de Betty Boops, et les courts-métrages suivants la montrent avec une jupe moins courte n'avantageant ni son physique, ni sa sensualité.

### Aux États-Unis
De 1972 à 1974, la société Hanna-Barbera réalise Wait Till Your Father Gets Home (en), une sitcom pour adulte inspirée de All in the Family. La série empruntait les thèmes du féminisme, entre autres. Dans les années 1990, un bon nombre de séries d'animation orientées pour adultes apparaissent comme Les Simpson, Beavis et Butt-Head (Beavis and Butt-head), Profession : critique, Ren et Stimpy, The Brothers Grunt et Duckman. La série Les Simpson est inspirée d'une série de courts-métrages diffusés dans le programme The Tracey Ullman Show. Bien que la série ait été diffusée à une heure de grande écoute, elle n'a pas été censurée contrairement à la plupart des séries qui passaient le samedi matin. La série emprunte un langage modérément grossier et des thèmes adultes comme la mort, l'addiction aux boissons alcoolisées, la religion et le suicide.
À la suite de l'énorme succès des Simpsons, les chaînes ABC, CBS et NBC développent chacun de leur côté des séries d'animation du même genre, sans grand succès. Une série, Des Souris à la Maison-Blanche, se focalisait sur le contrôle des armes à feu, des violences inter-raciales et la corruption politique. La série a été supprimée de l'antenne après un mois de diffusion. Profession : critique obtient quelque part plus de succès, mais, à la suite d'une faible audience, ABC supprime la série. Fox Broadcasting Company diffuse la série, mais la supprime quatre mois après sa première diffusion. 
L'humour de la série animée Ren et Stimpy est principalement orientée pour les adultes. Quatre épisodes ont été censurés par Nickelodeon. Le premier épisode, Powdered Toast Man, contaient une scène durant laquelle la constitution des États-Unis et la déclaration des droits sont brûlées. Cette séquence perçue comme satirique par certains téléspectateurs, Nickelodeon censure la scène dans ses rediffusions à la suite de nombreuses plaintes. Un autre épisode, Man's Best Friend, n'est pas censuré, mais Nickelodeon refuse sa diffusion à cause de sa violence, ainsi qu'une parodie d'une scène au ralenti du film Raging Bull. Dans l'épisode Dog Show, Nickelodeon supprime toute référence au nom du personnage George Liquor. Des rumeurs disent qu'une productrice exécutive chez Nickelodeon croyait que le nom ressemblait à « lick her » (en français : « lèche la ») qui pourrait faire allusion à un acte sexuel. Cette rumeur est démentie par Nickelodeon, mais aucune explication n'est donnée quant à cette censure. Le quatrième épisode, Sven Hoek, contient à l'origine une séquence qui laissait penser que Stimpy pratiquait une fellation sur le cousin de Ren, Sven ; mais cette séquence n'a jamais été diffusée. Plus tard en 2003, sur Spike TV (à cette époque "TNN"), une émission intitulée Ren and Stimpy Adult Party Cartoon est diffusée. Elle implique des thèmes comme l'homosexualité entre les deux personnages.
Beavis et Butthead est une émission controversée car elle emprunte un langage grossier, ainsi que des thèmes violents et sexuels. Bien qu'elle cible principalement une audience adulte, elle est diffusée pendant l'après-midi ; beaucoup de parents se sont plaints car leurs enfants imitaient les personnages. Une première accusation a été faite à Santa Cruz (Californie) lorsqu'un chat a été retrouvé mort après la diffusion d'un épisode de Beavis et Butthead montrant cet acte. Cependant, aucune scène de ce type n'a été montrée aux informations télévisées locales. Ce n'est que lorsqu'un enfant de cinq ans qui a brûlé son lit, tuant sa petite sœur de deux ans, que des plaintes ont été faites, car un épisode montrait ce même type de scène ; cependant, il n'a pas été prouvé que l'enfant avait regardé cet épisode. MTV décale ses horaires de diffusion et inclut un message d'avertissement au début de chaque nouvel épisode.

### Hors des frontières américaines

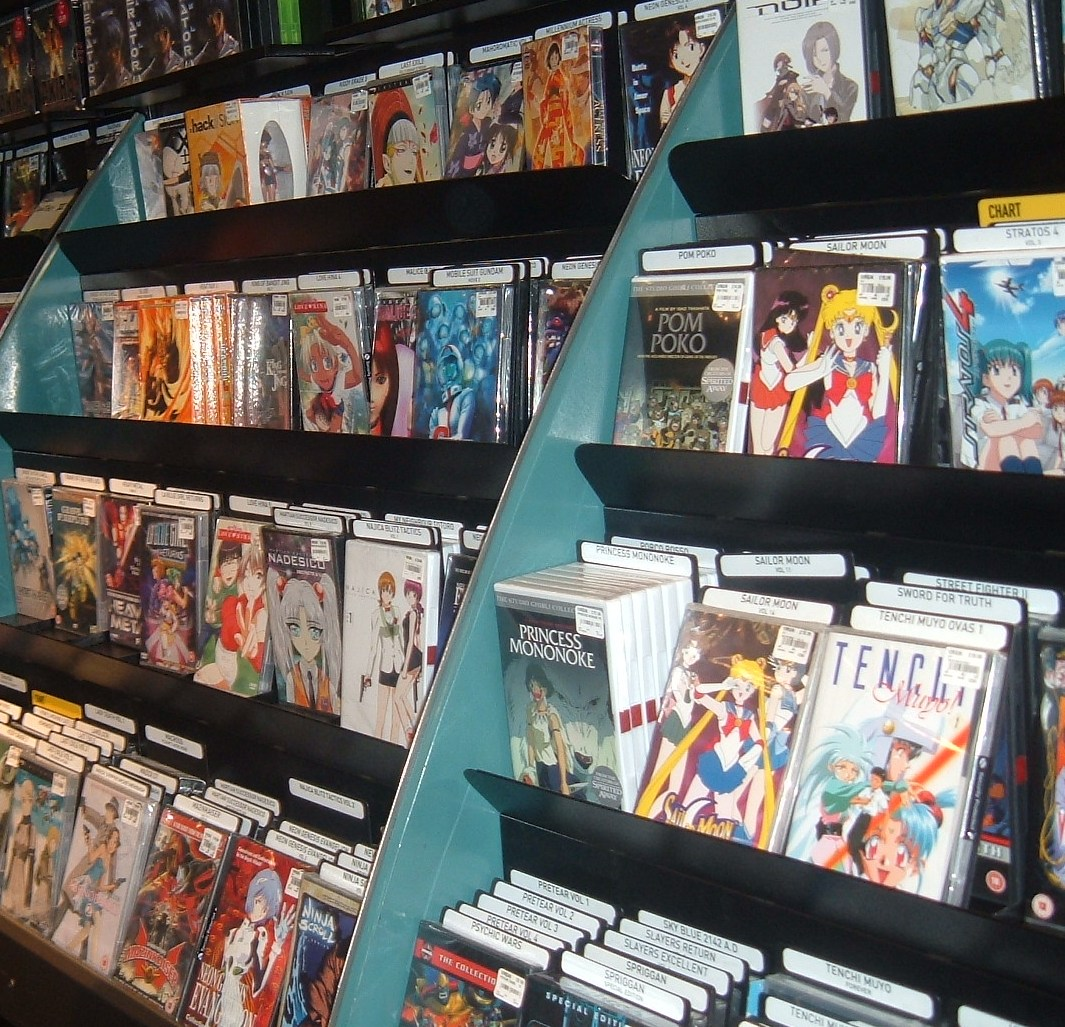
Tandis que l'anime n'est pas considéré comme un programme pour enfants par certains, pour d'autres il est associé à une série d'animation pour adultes.

Aux États-Unis, les séries d'animation pour adultes étaient autorisées chez la jeune audience, mais d'autres pays hors des frontières américaines ne partagent pas le même point de vue. Les séries pour adultes étaient prises au sérieux dans les autres pays incluant la France, l'Allemagne, l'Italie et le Japon. Pendant des années, l'importation de films aux États-Unis était impossible sans accord du United States Customs Service. En 1972, le Customs Service refuse l'import d'un court-métrage intitulé Sinderella, qui montre une relation sexuelle avec des personnages parodiés de Cendrillon, le petit chaperon rouge, le chat botté, Boucles d'or, les trois ours, et le prince charmant. Le premier film animé à recevoir la notion de film X aux États-Unis s'intitule La Honte de la jungle. Le film a été banni par la New Zealand Board of Censors en 1980, en Nouvelle-Zélande.
Au Japon, l'animation orientée pour les adultes se popularise hors des frontières japonaises durant les années 1990, car des fans de ce genre étaient persuadés que les animes,  tels que Ghost in the Shell n'étaient « pas des séries pour enfants. » Dans les pays asiatiques, les films d'animations pornographiques sont nommés hentai et au Japon « Ero Anime » (エロアニメ). Bien que certains considèrent les animes comme des séries d'animations érotiques, le hentai ne constitue qu'une petite partie de l'industrie d'animation japonaise. À la suite de ce malentendu concernant l'animation japonaise, cette dernière devient le sujet de censure aux États-Unis et est alors classée pour « adultes seulement », idem pour les séries d'animation pour enfants. Des séries orientées pour les adultes sont également classées comme des animes, dont les œuvres de Ralph Bakshi, le film d'animation français La Planète sauvage, le film d'animation canadien Métal hurlant et la série télévisée d'animation sur HBO Spawn.
En France, des séries d'animation françaises pour adulte apparaissent à la fin des années 1990 avec Les Lascars. Dans les années 2000, le programme très court Avez-vous déjà vu..? permet à des animateurs de s'exprimer à la télévision. Une mini-série intitulée Lakmi et Boomy est également diffusée à cette période. Dans les années 2010, Les Kassos et Lastman passent à la télévision et d'autres séries sont diffusées directement sur des plateformes VOD comme Vermin.

### Temps modernes
Plus tard, dans les années 1990, l'audience américaine accepte de plus en plus les séries d'animation pour adultes, depuis l'apparition de séries à succès comme Les Simpson, South Park, Futurama et Les Griffin, et autres séries d'animation orientées pour les adolescents comme Batman, X-Men et Invasion America. En 2001, Time Warner crée Adult Swim comme programme sur la chaîne Cartoon Network. Il inclut des programmes pour adultes comme Aqua Teen Hunger Force, Robot Chicken et Rick et Morty, ainsi que la rediffusion de programmes tels que Les Griffin, American Dad! et Les Rois du Texas. Des films d'animation relatant des histoires sérieuses regagnent en popularité dans le public général au début du XXIe siècle.